# メイショウテッコン
メイショウテッコン（欧字名:Meisho Tekkon、2015年4月17日 - ）は、日本の競走馬、誘導馬。主な勝ち鞍に2018年のラジオNIKKEI賞、2019年の日経賞。
馬名の由来は、冠名＋鉄魂。

## 戦績
2015年4月17日、北海道新ひだか町三石の下屋敷牧場で誕生。2016年7月19日に行われた北海道セレクションセールに上場され、松本好雄によって1600万円(税抜)で落札された。
栗東・高橋義忠厩舎に入厩し、2017年9月3日の新馬戦（小倉芝1800m）でデビューし、新馬勝ちする。なお、この勝利が父マンハッタンカフェにとってのJRA通算1000勝目となった。2戦目の黄菊賞(500万下)は中団から伸びきれず6着に敗れるが、3歳初戦の梅花賞(500万下)では初めて逃げの手に出てエタリオウの追撃をハナ差退けて2勝目を挙げた。
皐月賞トライアルの若葉ステークスでは再び控える競馬を試みたが6着に終わり、京都新聞杯では12番人気ながら逃げて5着に粘り込んだ。続く白百合ステークスでも同型馬アイトーンのハナを叩いて1000m59秒0のペースで飛ばし、最後は2着サラキアに3馬身差をつける独走で3勝目を手にした。重賞初挑戦となったラジオNIKKEI賞ではトップハンデタイの56キロを背負い、好位からレースを進めた。直線では早めに先頭に立ち、後方から猛追してきたフィエールマンを半馬身抑えて重賞初制覇を果たした。生産者の下屋敷牧場にとってはこれが待望のJRA重賞初制覇であった。
秋初戦の神戸新聞杯では6番人気の伏兵扱いながら、逃げて直線もしぶとく粘って勝ち馬ワグネリアンから0.1秒差の3着に好走した。菊花賞では5番人気に推されたが、スタートで後手を踏んで自分の形が作れず、14着に大敗した。
2019年初戦となった日経新春杯は9着に終わったが、続く日経賞では先手を取って逃げ、直線でも後続の追走を振り切り重賞2勝目を飾った。本番の天皇賞・春では4番人気に推されたが、フィエールマンの11着と大敗を喫した。
その後、脚部不安を発症し長期の休養に入ることになった。2021年3月27日の日経賞での復帰を目指していたが叶わず、同年3月21日付けで競走馬登録を抹消し現役を引退した。
引退後は東京競馬場、その後中山競馬場で誘導馬になった。

## 競走成績
以下の内容はnetkeiba.comの情報に基づく。
| 競走日     | 競馬場 | 競走名         | 格      | 距離（馬場）  | 頭 数 | 枠 番 | 馬 番 | オッズ （人気） | 着順 | タイム （上がり3F） | 着差 | 騎手      | 斤量 [kg] | 1着馬（2着馬）     | 馬体重 [kg] |
| ---------- | ------ | -------------- | ------- | ------------- | ----- | ----- | ----- | --------------- | ---- | ------------------- | ---- | --------- | --------- | ------------------ | ----------- |
| 2017.09.03 | 小倉   | 2歳新馬        |         | 芝1800m（良） | 16    | 5     | 9     | 007.30（3人）   | 01着 | R1:51.1（34.6）     | -0.0 | 0鮫島克駿 | 53        | （レッドヴァール） | 486         |
| 0000.11.12 | 京都   | 黄菊賞         | 500万下 | 芝2000m（良） | 13    | 2     | 2     | 036.70（7人）   | 06着 | R2:02.0（34.7）     | -0.2 | 0幸英明   | 55        | ジュンヴァルロ     | 496         |
| 2018.01.27 | 京都   | 梅花賞         | 500万下 | 芝2400m（良） | 9     | 4     | 4     | 008.00（4人）   | 01着 | R2:28.9（35.0）     | -0.0 | 0武豊     | 56        | （エタリオウ）     | 500         |
| 0000.03.17 | 阪神   | 若葉S          | OP      | 芝2000m（良） | 12    | 4     | 4     | 019.10（6人）   | 06着 | R2:01.0（35.4）     | -1.0 | 0古川吉洋 | 56        | アイトーン         | 488         |
| 0000.05.05 | 京都   | 京都新聞杯     | GII     | 芝2200m（良） | 17    | 3     | 6     | 030.4（12人）   | 05着 | R2:11.4（35.0）     | -0.4 | 0松山弘平 | 56        | ステイフーリッシュ | 494         |
| 0000.05.27 | 京都   | 白百合S        | OP      | 芝1800m（良） | 9     | 6     | 6     | 004.30（3人）   | 01着 | R1:45.9（34.6）     | -0.5 | 0松山弘平 | 56        | （サラキア）       | 488         |
| 0000.07.01 | 福島   | ラジオNIKKEI賞 | GIII    | 芝1800m（良） | 13    | 2     | 2     | 004.10（2人）   | 01着 | R1:46.1（34.8）     | -0.1 | 0松山弘平 | 56        | （フィエールマン） | 482         |
| 0000.09.23 | 阪神   | 神戸新聞杯     | GII     | 芝2400m（良） | 10    | 6     | 6     | 016.70（6人）   | 03着 | R2:25.7（34.7）     | -0.1 | 0松山弘平 | 56        | ワグネリアン       | 496         |
| 0000.10.21 | 京都   | 菊花賞         | GI      | 芝3000m（良） | 18    | 3     | 6     | 012.50（5人）   | 14着 | R3:08.0（35.8）     | -1.9 | 0松山弘平 | 57        | フィエールマン     | 498         |
| 2019.01.13 | 京都   | 日経新春杯     | GII     | 芝2400m（良） | 16    | 6     | 12    | 008.00（6人）   | 09着 | R2:27.1（38.6）     | -0.9 | 0武豊     | 56        | グローリーヴェイズ | 508         |
| 0000.03.23 | 中山   | 日経賞         | GII     | 芝2500m（稍） | 12    | 1     | 1     | 004.90（3人）   | 01着 | R2:34.2（35.4）     | -0.2 | 0武豊     | 55        | （エタリオウ）     | 510         |
| 0000.04.28 | 京都   | 天皇賞（春）   | GI      | 芝3200m（良） | 13    | 4     | 5     | 009.20（4人）   | 11着 | R3:18.9（38.4）     | -3.9 | 0福永祐一 | 58        | フィエールマン     | 508         |

## 血統表
| メイショウテッコンの血統           | メイショウテッコンの血統                             | メイショウテッコンの血統        | （血統表の出典）                | （血統表の出典）   |
| 父系                               | サンデーサイレンス系                                 | サンデーサイレンス系            | サンデーサイレンス系            | [ § 2 ]            |
| 父 マンハッタンカフェ 1998 青鹿毛  | 父の父*サンデーサイレンス Sunday Silence 1986 青鹿毛 | Halo                            | Hail to Reason                  | Hail to Reason     |
| 父 マンハッタンカフェ 1998 青鹿毛  | 父の父*サンデーサイレンス Sunday Silence 1986 青鹿毛 | Halo                            | Cosmah                          |                    |
| 父 マンハッタンカフェ 1998 青鹿毛  | 父の父*サンデーサイレンス Sunday Silence 1986 青鹿毛 | Wishing Well                    | Understanding                   | Understanding      |
| 父 マンハッタンカフェ 1998 青鹿毛  | 父の父*サンデーサイレンス Sunday Silence 1986 青鹿毛 | Wishing Well                    | Mountain Flower                 |                    |
| 父 マンハッタンカフェ 1998 青鹿毛  | 父の母*サトルチェンジ Subtle Change 1988 黒鹿毛      | Law Society                     | Alleged                         | Alleged            |
| 父 マンハッタンカフェ 1998 青鹿毛  | 父の母*サトルチェンジ Subtle Change 1988 黒鹿毛      | Law Society                     | Bold Bikini                     |                    |
| 父 マンハッタンカフェ 1998 青鹿毛  | 父の母*サトルチェンジ Subtle Change 1988 黒鹿毛      | Santa Luciana                   | Luciano                         | Luciano            |
| 父 マンハッタンカフェ 1998 青鹿毛  | 父の母*サトルチェンジ Subtle Change 1988 黒鹿毛      | Santa Luciana                   | Suleika                         |                    |
| 母 *エーシンベロシティ 2005 黒鹿毛 | 母の父Lemon Drop Kid 1996 鹿毛                       | Kingmambo                       | Mr. Prospector                  | Mr. Prospector     |
| 母 *エーシンベロシティ 2005 黒鹿毛 | 母の父Lemon Drop Kid 1996 鹿毛                       | Kingmambo                       | Miesque                         |                    |
| 母 *エーシンベロシティ 2005 黒鹿毛 | 母の父Lemon Drop Kid 1996 鹿毛                       | Charming Lassie                 | Seattle Slew                    | Seattle Slew       |
| 母 *エーシンベロシティ 2005 黒鹿毛 | 母の父Lemon Drop Kid 1996 鹿毛                       | Charming Lassie                 | Lassie Dear                     |                    |
| 母 *エーシンベロシティ 2005 黒鹿毛 | 母の母*バーモントガール Vermont Girl 1997 鹿毛       | *ミシエロ                       | Conquistador Cielo              | Conquistador Cielo |
| 母 *エーシンベロシティ 2005 黒鹿毛 | 母の母*バーモントガール Vermont Girl 1997 鹿毛       | *ミシエロ                       | My Inheritance                  |                    |
| 母 *エーシンベロシティ 2005 黒鹿毛 | 母の母*バーモントガール Vermont Girl 1997 鹿毛       | Raging Apalachee                | Apalachee                       | Apalachee          |
| 母 *エーシンベロシティ 2005 黒鹿毛 | 母の母*バーモントガール Vermont Girl 1997 鹿毛       | Raging Apalachee                | Fagers Charisma                 |                    |
| 母系(F-No.)                        | (FN:14-a)                                            | (FN:14-a)                       | (FN:14-a)                       | [ § 3 ]            |
| 5代内の近親交配                    | Mr.Prospector4･5（母内）＝9.38%                      | Mr.Prospector4･5（母内）＝9.38% | Mr.Prospector4･5（母内）＝9.38% | [ § 4 ]            |
| 出典                               | 1. 2. 3. 4.                                          | 1. 2. 3. 4.                     | 1. 2. 3. 4.                     | 1. 2. 3. 4.        |

- 母エーシンベロシティは現役時代中央で5戦未勝利の後、地方競馬で53戦13勝の成績を残している[13]。現役引退と同時に下屋敷牧場が購入。本馬はその2番仔にあたる[7]。